# I. e. 321
Évszázadok: i. e. 5. század – i. e. 4. század – i. e. 3. század
Évtizedek: i. e. 370-es évek – i. e. 360-as évek – i. e. 350-es évek – i. e. 340-es évek – i. e. 330-as évek – i. e. 320-as évek – i. e. 310-es évek – i. e. 300-as évek – i. e. 290-es évek – i. e. 280-as évek – i. e. 270-es évek
Évek: i. e. 326 – i. e. 325 – i. e. 324 – i. e. 323 –  i. e. 322 – i. e. 321 – i. e. 320 – i. e. 319 – i. e. 318 – i. e. 317 – i. e. 316

## Események

### Makedón Birodalom
- Híre megy, hogy Perdikkasz, a birodalom régense uralkodóvá akarja kikiáltani magát. Görögország kormányzója, Antipatrosz Antigonosz és Kraterosz vezetésével sereget küld ellene Kis-Ázsiába, de a hellészpontoszi csatában Perdikkasz támogatója, Eumenész kappadókiai kormányzó döntő vereséget mér rájuk és Neoptolemosz örményországi szatrapára; Neoptolemosz elesik a csatában, Kraterosz pedig röviddel később belehal a sebeibe.
- Perdikkasz Ptolemaiosz ellen indul Egyiptomba, de nem képes megszervezni a Níluson való átkelést. A testvérharc miatt amúgy is elégedetlenkedő katonák fellázadnak, alvezérei pedig (köztük Szeleukosz) meggyilkolják. A vezérek kiegyeznek, Ptolemaiosz megmarad Egyiptom uraként, Szeleukosz pedig megkapja Perdikkasz Babilonját.
- Nagy Sándor megmaradt vezérei (diadokhohszai) a szíriai Triparadeiszoszban újratárgyalják a birodalom korábbi felosztását. Az új régens Antipatrosz lesz, aki a gyengeelméjű III. Philipposz és a kiskorú IV. Alexandrosz nevében kormányoz. Ptolemaiosz megtarthatja Egyiptomot és Kürenaikát. Ptolemaiosz feleségül veszi Antipatrosz lányát, Eurüdikét.

## Róma
- Titus Veturius Calvinust és Spurius Postumius Albinust választják consulnak. A folyamatban lévő háborúban a szamniszok békeküldöttséget küldenek Rómába, de eredménytelenül távoznak. Mindkét consul a szamniszok ellen vonul, akik Caudium mellett becsalják őket egy hegyszorosba, majd torlaszokkal csapdába ejtik a két római sereget. Megalázó feltételekkel öt évre szóló békekötésre kényszerítik őket, a római katonáknak fegyvertelenül iga alatt kell átvonulniuk.[1]

## Halálozások
- Perdikkasz, makedón hadvezér, régens
- Kraterosz, makedón hadvezér
- Csou Hszian-vang, a kínai Csou állam királya

## Fordítás
- Ez a szócikk részben vagy egészben  a(z)   321 BC című angol Wikipédia-szócikk ezen változatának fordításán alapul.  Az eredeti cikk szerkesztőit annak laptörténete sorolja fel. Ez a jelzés csupán a megfogalmazás eredetét és a szerzői jogokat jelzi, nem szolgál a cikkben szereplő információk forrásmegjelöléseként.